# Синђелићи
Синђелићи је српска хумористичка телевизијска серија која прати живот породице Синђелић. Представља домаћу верзију шпанске серије Серанови. Приказивана је од 14. октобра 2013. године на Првој, док од 8. априла 2019. прелази на Суперстар.

## Радња
Лила и Сретен се венчавају и почињу да живе заједно са децом из својих првих бракова. Лила има две ћерке а Сретен три сина. Али ствари се не одвијају како су планирали, па се у једном тренутку питају да ли су урадили праву ствар. Породицу Синђелић чине удовац Сретен, његова браћа Јездимир и Момчило и синови Методије, Гојко и Коља. Сретен се после смрти оженио Лилом, својом девојком из средње школе. Лила има ћерке Еву и Терезу, мајку Ксенију и тетке Лидију, Даницу звану Дени и Дивну. Сретенов средњи син је Гојко, а млађи Коља, а Лилина млађа ћерка је Тереза. Сретенов најбољи друг је Федор, а Лилина најбоља другарица је Николина, Федорова жена. Њихов син Риста је Методијев најбољи друг. Ристина девојка и Евина најбоља другарица је Касија. Члан породице Синђелић је и Јездина супруга Јефимија. Ту је и Федорова сестра Светлана.

## Улоге
- Сретен Синђелић: Воја Брајовић - Глава породице Синђелић
- Добрила „Лила” Синђелић: Ванеса Радман/Снежана Богдановић/Бранка Пујић - Сретенова жена
- Јездимир „Језда” Синђелић: Борис Комненић - Сретенов брат
- госпођа Ксенија: Милена Дравић - Лилина мајка (сезоне 1−3)
- Федор „Феки” Ристић: Горан Радаковић - Сретенов и Јездин најбољи друг
- Момчило „Раша” Синђелић: Бранко Цвејић - Сретенов и Јездин брат (сезона 2)
- Николина „Ники” Ристић: Милица Михајловић - Федорова жена (главни: сезоне 2−4; епизодни: сезона 1)
- Методије „Метод” Синђелић: Вучић Перовић - Сретенов старији син (главни: сезоне 2−4; епизодни: сезона 1)
- Ева Стоименов: Бранкица Себастијановић - Лилина старија ћерка (главни: сезоне 2−4; епизодни: сезона 1)
- госпођа Лидија: Светлана Бојковић - Лилина тетка (сезона 2)
- Тетка Даница „Дени”: Даница Максимовић - Лилина сестра (сезона 4)
- Ненад „Риста” Ристић: Лука Рацо - Федоров син и Методијев најбољи друг (главни: сезоне 4− ; епизодни: сезоне 1−3)
- Касија Тркуља: Јована Гавриловић[а]/Драгана Мићаловић - Евина најбоља другарица и Ристина девојка (главни: сезоне 4− ; епизодни: сезона 2−3)
- Тереза Стоименов: Јелена Косара - Лилина млађа ћерка (главни: сезоне 4− ; епизодни: сезоне 1−3)
- Гојко Синђелић: Милош Кланшчек - Сретенов средњи син (главни: сезоне 4− ; епизодни: сезоне 1−3)
- Коља Синђелић: Немања Павловић - Сретенов млађи син (главни: сезоне 4− ; епизодни: сезоне 1−3)
- Јефимија Синђелић: Анета Томашевић - наставница веронауке и Јездина жена (главни: сезоне 5− ; епизодни: сезоне 3−4)
- Светлана „Цеца” Ристић: Милена Предић[б]/Михаела Стаменковић - Федорова сестра (главни: сезоне 5− ; епизодни: сезона 4)
- Госпођа Дивна: Сека Саблић (сезоне 5)

## Епизоде
| Сезона | Сезона | Епизоде | Епизоде | Оригинално емитовање | Оригинално емитовање | Оригинално емитовање |
| Сезона | Сезона | Епизоде | Епизоде | Премијера            | Финале               | Мрежа                |
| ------ | ------ | ------- | ------- | -------------------- | -------------------- | -------------------- |
|        | 1.     | 19      | 19      | 14. октобар 2013.    | 19. мај 2014.        | Прва                 |
|        | 2.     | 20      | 20      | 23. март 2015.       | 16. март 2016.       | Прва                 |
|        | 3.     | 50      | 50      | 17. март 2016.       | 10. јун 2016.        | Прва                 |
|        | 4.     | 70      | 70      | 6. март 2017.        | 2. јул 2017.         | Прва                 |
|        | 5.     | 70      | 70      | 8. април 2019.       | 12. јул 2019.        | Суперстар            |

## Занимљивости
је откупио лиценцу шпанске телевизијске серије Серанови, по којој су Биљана Максић и Срђан Драгојевић написали сценарио који има много сличности са том серијом. Неколико епизода је снимљено у Хрватској, у студију, у ком је снимљена хрватска адаптација серије Серанови, названа Хорватови.